# Mâncio Lima (kommun)
Mâncio Lima är en kommun i Brasilien.   Den ligger i delstaten Acre, i den västra delen av landet, 2 900 km väster om huvudstaden Brasília. Antalet invånare är 15 246.
Följande samhällen finns i Mâncio Lima:
- Mâncio Lima

I omgivningarna runt Mâncio Lima växer i huvudsak städsegrön lövskog. Runt Mâncio Lima är det mycket glesbefolkat, med 2 invånare per kvadratkilometer.